# George Henry Hamilton Tate
George Henry Hamilton Tate, född 30 april 1894 i London, död 24 december 1954 i Morristown i New Jersey, var en amerikansk zoolog av engelsk börd.
Tates familj flyttade 1912 till New York. Mellan 1912 och 1914 var han anställd som telegraf i Long Island och sedan tjänstgjorde han fyra år vid Storbritanniens armé. Mellan 1918 och 1919 studerade Tate vid Imperial College London och sedan fick han anställning vid däggdjursavdelningen av American Museum of Natural History. Mellan 1921 och 1929 deltog Tate i flera av museets expeditioner till Sydamerika som samlade många viktiga föremål.
Tate fick 1931 sin Master of Science vid Columbia University och 1938 promoverade han vid Montreals universitet till filosofie doktor. Under 1930- och 1940-talet deltog Tate åter i flera expeditioner, bland annat till Nya Guinea (1936–1937), till Venezuela (1938), till västra Afrika (1939–1940) och till Australien (1947–1948).
1945 och 1947 publicerades Tates mest kända avhandlingar, Mammals of the Pacific World och Mammals of Eastern Asia. Han beskrev många släkten och arter för första gången, de flesta tillsammans med sin kollega Richard Archbold.

## Verk i urval
- 1933: A systematic revision of the marsupial genus Marmosa
- 1935: The taxonomy of the genera of neotropical hystricoid rodents
- 1937: Some marsupials of New Guinea and Celebes
- 1944: A List of the Mammals of the Japanese War Area. 3 Bände
- 1945: Mammals of the Pacific World
- 1947: Mammals of Eastern Asia
- 1948: Studies in the Peramelidae (Marsupialia)
- 1951: The Rodents of Australia and New Guinea
- 1953: Summary of the 1948 Cape York (Australia) Expedition